# Groene schotelkorst
Groene schotelkorst ofwel zwavelvreter (Lecanora conizaeoides) is een korstmos uit de familie Lecanoraceae. De soort vormt een samenlevingsverband met de alg Trebouxia.

## Determinatie

### Uiterlijke kenmerken
Groene schotelkorst is een korstvormige soort met een dun tot dik thallus. Het thallus kan glad, korrelig, poederachtig zijn, bedekt met klonten of wratten. Het is grijsgroen, witgroen, lichtgroen, soms (zelden) bruingroen. Het bevat protococcoïdale algen. De onrijpe, meestal grijsgroene tot bruinachtige apotheciën hebben een diameter van 0,4 tot 1,2 mm. De apotheciumrand heeft dezelfde kleur als het thallus en is soredieus.
Groene schotelkorst heeft de volgende kenmerkende kleurreacties: C–, K+ (zwak geel), P+ (oranje tot dieprood) en UV+ (dof oranje).

### Microscopische kenmerken
Het hymenium is 45–70 µm dik en kleurloos. Eencellige en dunwandige sporen zijn 10–14 × 4–6 µm groot, ellipsvormig en kleurloos.

## Ecologie
Groene schotelkorst is een uitgesproken acidofiel. Ze groeit meestal epifytisch op de bast van bomen, zowel loof- en naaldbomen, als op hout. In mindere mate wordt ze epilitisch aangetroffen, en dan op stenen en kiezel. Ze is bijzonder ongevoelig voor verzurende stoffen van alle bekende soorten korstmos. Ze kwam erg veel voor in stedelijke en geïndustrialiseerde gebieden. Ze wordt gebruikt als indicatorsoort om de luchtzuiverheid te bepalen.

### Syntaxonomie
Groene schotelkorst staat te boek als transgrediërende kensoort voor de associatie van groene schotelkorst.

## Verspreiding
Groene schotelkorst is wijdverbreid in Noord-Amerika en Europa, en naast deze regio's wordt ze ook gemeld in Korea en Australië. Haar verspreidingsgebied strekt zich uit van Mexico tot het noordpoolgebied.
In Nederland is de soort vrij zeldzaam geworden. De zwaartepunten liggen alhier momenteel op de Veluwe, in Utrecht en in Noord-Holland. Groene schotelkorst staat op de rode lijst in de categorie 'kwetsbaar'.

## Trivia
De soort was onbekend tot het midden van de 19de eeuw.